# Кронеберг, Андрей Иванович
Андре́й Ива́нович Кро́неберг (октябрь 1814, Харьков — 10 [22] апреля 1855,  Харьков) — русский переводчик, критик, шахматист.

## Биография
Окончил Императорский Московский университет. Дебютировал в печати переводом отрывков из «Макбета» Шекспира в альманахе «Надежда» (Харьков, 1834); входил в круг издателя альманаха А. Я. Кульчицкого. В 1838 познакомился в Москве с Белинским, сотрудничал с ним сначала в Отечественных записках потом перешёл вместе с ним в журнал «Современник». В начале 1850-х гг. принял место управляющего сахарным заводом в Харьковской губернии.
Почти все переводы, помещавшиеся в «Современнике» 1847—1852, принадлежат ему, но его известность была основана исключительно на переводах Шекспира: «Гамлет» (Харьков, 1844), «Макбет» («СПб. Сборник» 1847 и отд. M. 1862), «Много шуму из ничего» («Соврем.», 1847) и «Двенадцатая ночь, или что угодно» («Отечественные записки», 1841).
Перевод «Гамлета» продолжительное время ставился на сцене или, по крайней мере, в позднейшие переводы вставлялись его лучшие монологи. Написал: «Последние романы Жорж Занд» («Соврем.», 1847, т. 1); «Драматическая литература в Германии» (ib., 1848, т. 8); расск. «Скрипка» (ib., 1850, т. 20 и 21) и др. Уже после смерти Кронеберга была напечатана его отдельная статья: «Роль Макбета из трагедии Шекспира, исполняемая г. Айра-Ольриджем» (М., 1862).
В середине XIX веке был известен как сильный шахматист-практик, знаток шахматной теории, переводчик статей Александра Петрова по теории дебютов для зарубежной печати. В конце 1840-х годов жил в Петербурге, неоднократно играл с Карлом Янишем, Ильёй Шумовым. Автор теоретического исследования, посвященного гамбиту коня (опубликовано посмертно). В историческом-литературном очерке «Шахматы», освещающем историю шахмат от эпохи Возрождения до середины XIX века, Кронеберг размышляет о связи шахмат с историей цивилизации, о пользе для человека шахматной игры, которая вступает «отчасти в область искусства, потому что она допускает вдохновение и творчество».
Ему принадлежит также теоретическое исследование одного из популярных тогда вариантов королевского гамбита.
Псевдонимы: Кр-Ъ, Чулков Владимир, Венцегорский А.

## Семья
Жена: Мария Александровна. Их сын:
- Николай Андреевич Кронеберг — действительный статский советник, член Совета Управления Ташкентской железной дороги в Москве; выпускник Института инженеров путей сообщения.